# Patos dos Liberatos
Patos dos Liberatos é um dos cinco distritos de Chorozinho. Fundado pela família Liberato, de onde vem o seu nome. É dividido em várias localidades, são algumas: Baixa Preta, Sítio Salgado, Sítio Riacho, Progresso, Reforma e Lagoa do Arroz. É onda Localiza-se a casa da ex-prefeita do município: Argentina Roriz.
A área da saúde conta com um PSF.
Na educação, o Distrito conta com uma escola de ensino fundamental (EEF Luiz Liberato de Carvalho) em sua sede e uma creche infantil na localidade de Lagoa do Arroz.
Economia: a renda do distrito se baseia na exploração de recursos agrícolas e na beneficiação de castanha de caju.